# Antón de Alaminos
Antón de Alaminos né entre 1484 et 1488 à Palos de la Frontera et mort vers 1520 est un marin, pilote et explorateur espagnol. La date de naissance et la date de décès sont ignorées, même si elles sont toutes deux supposées dans certains écrits de l'époque. Il est considéré comme le précurseur du Gulf Stream, et donc de la voie naturelle de retour vers l'Europe depuis l'Amérique. 

## Biographie

### Origine
Bien qu'il n'existe aucune donnée ou document citant la date de naissance exacte d'Antón de Alaminos, il est écrit qu'il est né à Palos de la Frontera. 
Les histoiriens déduisent qu'il doit être né entre 1484 et 1490, puisque les premiers témoignages sur ce marin nous disent qu'il a participé au quatrième voyage de Christophe Colomb, en tant que mousse. À cette époque, les mousses avaient entre 12 et 16 ans. 
Il se marie probablement vers 1505, au retour du quatrième voyage de Colomb, avec Leonor Rodriguez, avec qui il a eu plusieurs enfants. 

### Carrière dans la marine
Après avoir participé comme mousse au quatrième voyage colombien, il se marie et ne retournera en Amérique qu'en 1513, année où il est nommé pilote de l'expédition d'Ortubia et Ponce de León en Floride,. C'est au cours de cette expédition qu'il a découvert le Gulf Stream, grâce aux connaissances acquises lors de sa participation au dernier voyage.
Entre 1514 et 1517, il semble s'être consacré à être pilote dans des expéditions de saut, consacrées à la capture d'esclaves parmi les indigènes des Caraïbes, dont une avec Francisco Hernández de Córdoba comme capitaine de la marine.

### Théâtre
- José Peón y Contreras, Antón de Alaminos , drame en un acte, en vers, 1883.